# Pudel duży
Pudel duży – jedna z ras psów, należąca do grupy psów do towarzystwa, zaklasyfikowana do sekcji pudli.

## Rys historyczny
Słowo pfudel w języku starogermańskim oznaczało kałużę, we Francji psy tego typu nazywano barbetami ze względu na ich kosmate brody. Z historii tej rasy wyłania się opinia dotycząca pochodzenia z Islandii, skąd sprowadzano na Stary Kontynent średniej wielkości psy zaganiające, krzyżowane następnie z psami myśliwskimi. W ten sposób otrzymywano osobniki o kosmatym włosie (czyli włosie pierwotnym dla pudla), który w związku z pełnionymi funkcjami przez te psy (dowodnymi) odpowiednio strzyżono. Nieprzypadkowo, w związku z tym faktem, klasyczne strzyżenie pudla najbardziej przypomina dawne przeznaczenie tych zwierząt. O ile islandzkie korzenie pudla są jedynie hipotezą, o tyle pewne jest, że w XVI wieku rasa ta była już powszechnie spotykana w Niemczech. Jej przedstawiciele byli tam używani do polowań na ptactwo wodne. Pierwszy wzorzec rasy został opracowany w roku 1880.

## Użytkowość
Pies wykorzystywany dawniej do polowań, głównie na ptactwo wodne, dziś pełni przeważnie funkcje reprezentacyjne. Pudel duży bardzo dobrze pływa i może brać udział w zawodach tropienia, posłuszeństwa, agility, flyball, frisbee oraz dogtrekkingu. Istnieją pudle, które dobrze nadają się do pracy z chorymi i niepełnosprawnymi ludźmi. Fakt ten pozwala je uznać za rasę nie tylko reprezentacyjną, lecz także pomocną w terapii chorych.

## Temperament

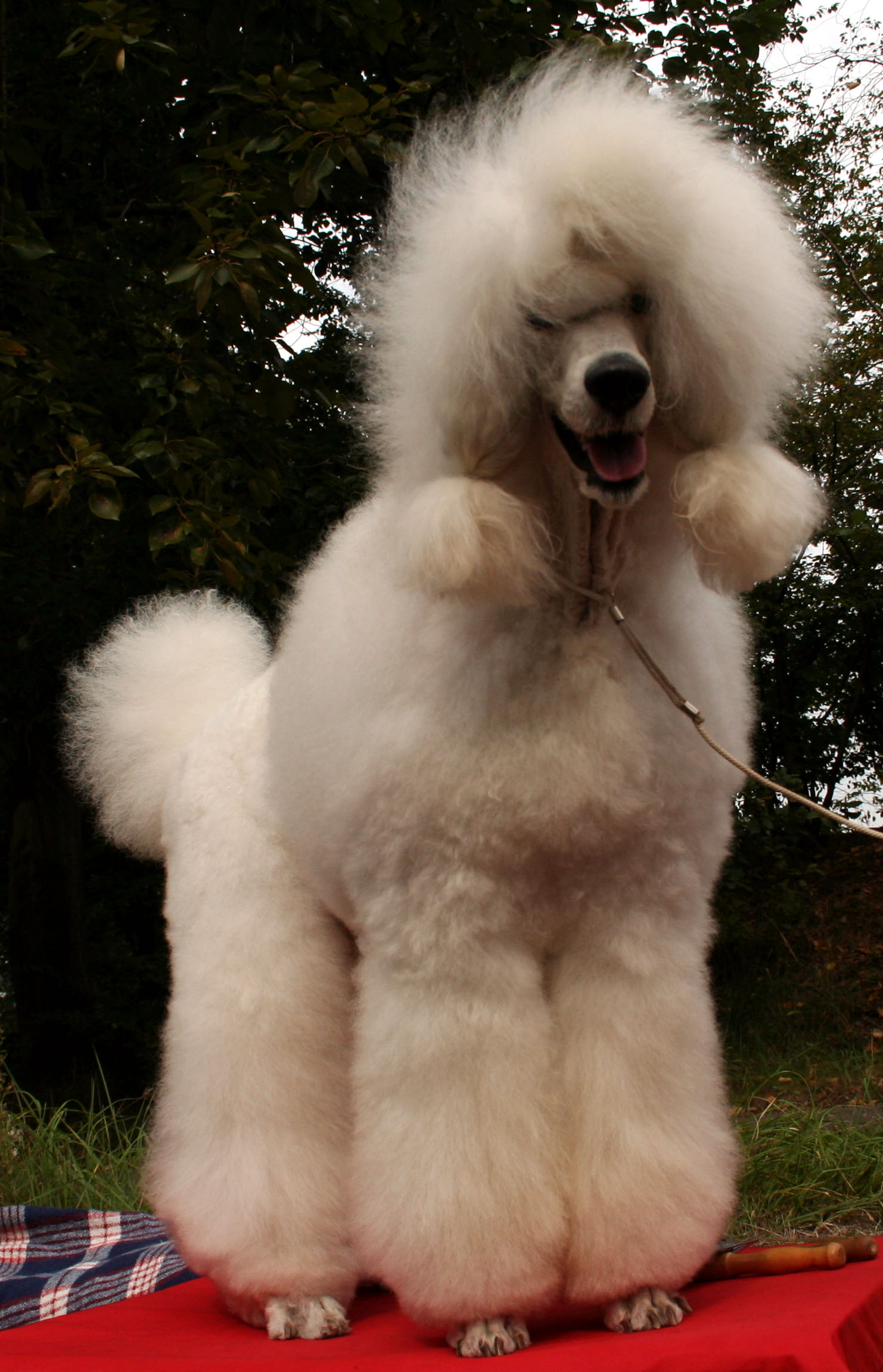
Pudel olbrzymi biały

W polowaniach ceniono jego zaciętość i upór. Obecnie są to psy towarzyskie i energiczne. Pudel duży jest bardzo aktywny, inteligentny, wrażliwy, ma żywiołowe usposobienie i chętnie się uczy. Dorosłe samce mogą mieć trudności z zaakceptowaniem psów tej samej płci. Inne zwierzęta domowe pudle z reguły akceptują, są też łagodne wobec dzieci.

## Wygląd
Głowa o prostych konturach, stop łagodny, kufa mocna i nieco krótsza od czaszki. Zgryz nożycowy. Oczy w kształcie migdałów, barwy czarnej, ciemnobrązowej lub ciemnobursztynowej, osadzone lekko skośnie na wysokości przełomu nosowo-czaszkowego. Nos duży, grzbiet nosa idealnie prosty. Ogon osadzony wysoko.

## Szata i umaszczenie
Maść jednolicie czarna, biała, brązowa, srebrna, płowa (wzorzec rasy FCI). W Stanach Zjednoczonych właściciele nie mają przeszkód w wystawianiu pudli np. o maści izabelowej, podpalanych czy łaciatych.

## Utrzymanie
Ze względu na specyfikę włosa u tej rasy (podszerstek wyrasta ponad włos okrywowy, zwija się przez to spiralnie lub tworzy kędziory), aby uzyskać pożądany wygląd, konieczna jest regularna i staranna pielęgnacja. Nawet psy niebiorące udziału w wystawach i strzyżone "na owieczkę" zamiast "na lwa" trzeba strzyc raz na 2-3 miesiące i systematycznie, bardzo dokładnie czesać. Pyszczek i łapy goli się raz na dwa tygodnie.

## Zdrowie i pielęgnacja
U psów tej rasy występuje średnie ryzyko wystąpienia, często tragicznego w skutkach, skrętu żołądka. Przeżycie psa w takim wypadku zależne jest od jak najszybszego udzielenia mu pomocy przez weterynarza. Skrętowi żołądka można do pewnego stopnia zapobiegać dzięki umieszczeniu miski psa na podwyższeniu oraz niepozwalaniu mu na wysiłek fizyczny bezpośrednio po posiłku. Poza skrętem żołądka pudlowi dużemu grozić może także dysplazja stawów. Ogólnie rzecz biorąc są to jednak psy zdrowsze i bardziej odporne niż pozostałe rasy pudli.

## Popularność
W Polsce jest to rasa mało popularna.